# Muro Bianco
Muro Bianco è l'antico nome, scoperto su vari sigilli, della cittadella fortificata con le caratteristiche mura bianche - fatte di fango e mattoni crudi sovrapposti e dipinti - che circondava il palazzo del sovrano, primo insediamento dell'antica città di Menfi nel periodo risalente al predinastico e capitale del primo nomo del Basso Egitto.

Muro Bianco, in egizio 
| O36 | T3 | O49 |

inb-h.d 
ossia Inebu-Heg e spesso abbreviata con Ineb, era ubicato sulla sponda occidentale del Nilo a sud dell'attuale Cairo, nella zona in cui si trova il villaggio moderno di Al Badrashin (o El Bedrasheen o Bedrashiya) occupando un'area larga circa 2 km² e che si estendeva ad ovest verso le alture del deserto libico.
I Seguaci di Horo che unificarono l'Egitto avevano compreso l'importanza strategica del luogo situato tra la Valle ed il Delta per il controllo che potevano esercitare sulle carovaniere che dal sud portavano al nord risultando così di equilibrata posizione strategica tra i confini dei due vecchi stati rivali che come ci dice l'Inno ad Horo "non si combattevano più".
Nel nascente stato faraonico il sovrano Menes edificò la sua reggia-fortino tra le due regioni dell'Alto e Basso Egitto che sostituì Thinis come capitale del regno.

Questa fortezza, attribuita da Erodoto e Manetone, al sovrano Menes, aveva oltre al nome di "Muro bianco" anche quello di "La bilancia dei due Paesi" 
| G17 | M12 | M17 | M17 | U38 | N16 · N16 · O49 |

mh3t t'wy
  rimanendo con il suo abitato capoluogo del nomos negli anni successivi fino a restare per millenni la capitale morale dell'Egitto nell'Antico Regno.
Nel deserto e vicino al centro abitato venne edificata la vasta necropoli lunga circa 80 chilometri che comprende i siti di Abu Rawash, Giza, Abusir, Saqqara, Dahsur, Meidum e Zawiyet el-Aryan costituita, per la parte più antica, da monumentali mastabe in uso a nobili e funzionari di corte ma a partire dalla III dinastia anche per i sovrani. Di questa immensa necropoli fa parte anche il complesso funerario di Djoser, mentre i sovrani predinastici costruirono le loro "dimore per l'eternità" ad Abido. 

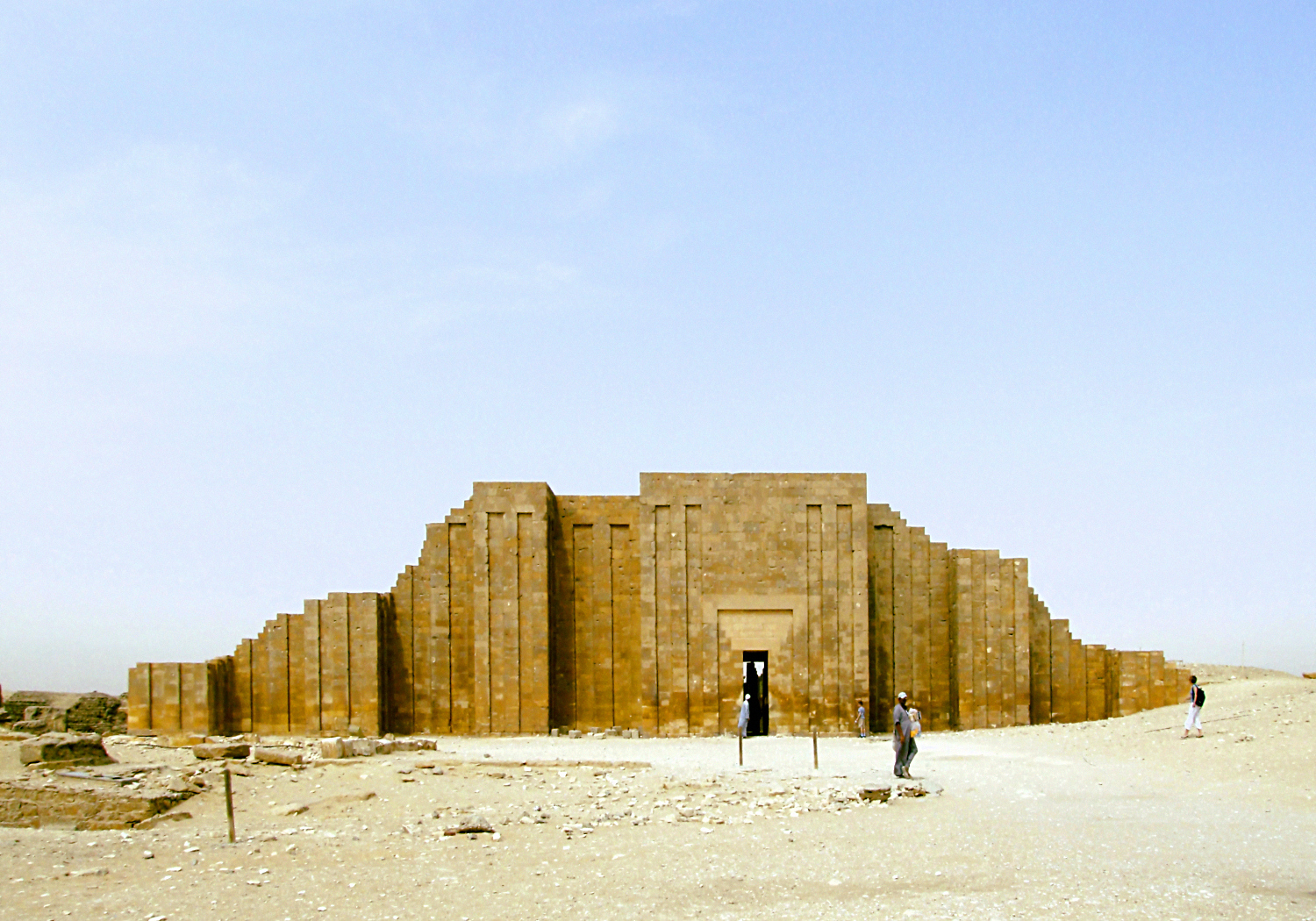
Complesso funerario di Djoser le cui mura riproducono l'antico Muro Bianco

Ancora Erodoto ci narra che Menes decise, tralasciando il dio Aton, di introdurre Ptah dall'aspetto umano come nuova divinità locale nella cittadella fortificata di Muro bianco, divinità che rimase protettrice della città anche in epoche successive quando, dopo aver modificato varie volte il nome, divenne alla fine Menfi.

Il sovrano edificò alla divinità anche un grande tempio a sud dei bastioni della città il cui nome era 
| Q3 · X1 | V28 | O6 | X1 · O1 | D28 · Z1 | X1 · O49 |

h. t-k3-pth. 
  Hut-Ka-Ptah 
 ossia Città della dimora del ka di Ptah, che divenendo fulcro di cultura ed economia dette notevole impulso all'evolversi della civiltà egizia.
A nord, come ci dice l'egittologo Siegfried Schott, vi era anche un altro santuario dedicato alla dea Neith forse di minore importanza come centro religioso e cultuale. Altre divinità adorate erano Api e Sokar.
Quando veniva eletto, il nuovo sovrano doveva compiere il giro della cinta muraria di Muro Bianco per prendere simbolicamente possesso di tutto il paese, così come ci dice la Pietra di Palermo, legittimando così la discendenza divina.
La cinta di mattoni crudi intonacata venne riprodotta nella pietra delle possenti mura articolate ad aggetti e rientranze, tipica decorazione detta a Facciata di palazzo, che circonda il complesso funerario di Djoser situato sull'altopiano desertico sovrastante Menfi.
L'antico nucleo abitativo era però costruito su di un terreno paludoso che fu bonificato deviando il corso del Nilo e per proteggerlo dalle inondazioni furono edificati, come ci dicono Erodoto ne "Le Storie", e lo studioso Kurt Sethe, un argine e una diga nelle vicinanze dell'odierna El-Wasta.
Ma con il trascorrere del tempo, gli Egizi non riuscirono a dominare la natura che, con le periodiche inondazioni del Nilo, riprese il sopravvento coprendo il vasto territorio sotto metri di limo tanto che oggi Muro Bianco con la sua città si trovano sotto il livello freatico.
L'egittologo Jeffrey è riuscito a rimuovere, con carotaggi, alcuni strati di limo riportando alla luce ceramiche arcaiche e scarsi resti di un antico agglomerato distrutto dalle piene del Nilo e dai cambiamenti climatici.
La città venne ricostruita circa tre chilometri a sud dell'arcaico Muro Bianco,  in un luogo riparato dalle inondazioni e da essa ci sono pervenute importanti testimonianze archeologiche del Medio e Nuovo Regno, tra cui una delle tante statue colossali di Ramesse II in calcare siliceo ed una grande sfinge in alabastro che in origine doveva trovarsi all'ingresso del tempio del dio Ptah insieme a numerose altre.
La città di Inebu-heg, dopo la V dinastia mutò il nome e venne indicata come  Ged-istu toponimo derivato dal complesso piramidale del sovrano Teti della VI dinastia ma durante il Medio Regno perse il primato politico che passò a Tebe
Nel Nuovo Regno, la città prese il nome di Men-nefer ossia La perfezione è stabile, dal nome del complesso piramidale del sovrano Pepi I restando un centro di primaria importanza fino al III secolo a.C. quando declinò in favore di Alessandria e prese l'appellativo greco di Memphis.
Menfi continuò a vivere fino al II secolo d.C. quando fu letteralmente smantellata e le sue pietre servirono a costruire altre città tra cui Il Cairo  ma nel 1985 è stato possibile stabilire con esattezza la posizione del tempio e dell'insediamento umano che si estende anch'esso su di una vasta superficie.